# Alex Gordon
Alexander Jonathan Gordon (né le 10 février 1984 à Lincoln, Nebraska, États-Unis) est un ancien voltigeur de gauche qui a évolué pendant toute sa carrière en Ligue majeure de baseball avec les Royals de Kansas City.
Il a remporté quatre Gants dorés et trois prix Fielding Bible, a reçu trois sélections au match des étoiles et gagné la Série mondiale 2015 avec les Royals.

## Biographie

### Carrière scolaire et universitaire
Après des études secondaires à la Southeast High School de Lincoln (Nebraska), Alex Gordon suit des études supérieures à l'Université du Nebraska–Lincoln, où il porte les couleurs des Nebraska Cornhuskers de 2003 à 2005. Brillant avec les Cornhuskers (0,319 de moyenne au bâton en 2003, 0,365 en 2004 et 0,372 en 2005), il accumule une vingtaine de titres et honneurs individuels. Parmi ces derniers, citons les titres de joueur de l'année 2005 attribué par Baseball America.
Sélectionné en équipe universitaire des États-Unis, il remporte le championnat du monde universitaire en août 2004 à.

### Carrière professionnelle
Gordon est repêché le 7 juin 2005 par les Royals de Kansas City au premier tour de sélection (2e choix).

### Défensive: du troisième but au champ extérieur
Au moment d'être mis sous contrat par Kansas City, Gordon est présenté comme le « nouveau George Brett » car c'est, tout comme l'ancienne vedette des Royals, un joueur de troisième but. Cependant, à partir de la saison 2010, Gordon devient joueur de champ extérieur à temps plein. À l'université, ses qualités défensives sont remarquables, mais il éprouve énormément de difficulté à défendre sa position à son entrée dans les majeures. Les Royals profitent d'un séjour de Gordon dans les ligues mineures au début 2010 pour le transformer en voltigeur, un changement qui, espère-t-on, aura le double avantage de relancer leur joueur en offensive, un autre aspect de son jeu où il déçoit initialement. Le changement s'avère un coup de génie de la part des Royals puisque, quelques années après, il est l'un des meilleurs joueurs défensifs du baseball au champ extérieur et que le club lui-même est remarqué en 2014 comme l'un des plus solides du baseball majeur défensivement. Le changement de position permet aussi aux Royals de trouver une place au troisième coussin pour un autre de leurs joueurs d'avenir, Mike Moustakas.

### Saison 2007
Il passe une saison en Ligues mineures avec les Wichita Wranglers (AA, 2007) avant d'effectuer ses débuts en Ligue majeure le 2 avril 2007. Lors de son premier passage au bâton au plus haut niveau, il se retrouve face à Curt Schilling et des bases pleines. Il est retiré sur des prises.
La saison s'achève à l'hôpital pour Gordon. Lors de la neuvième manche du dernier match de la saison, il se fracture le nez lorsqu'un roulant frappé par Kelly Shoppach des Indians de Cleveland fait un mauvais bond et lui rebondit en plein visage.
En 151 parties à sa saison recrue, il laisse entrevoir de belles aptitudes avec 15 circuits et 60 points produits.

### Saison 2008
En 2008, Gordon retrouve le numéro 4 qu'il portait en scolaire et en universitaire après avoir arboré le numéro 7 en 2007.
Sa moyenne au bâton plafonne à ,258 en 2008 ; c'est tout de même la deuxième meilleure performance dans ce secteur de jeu pour un joueur des Royals cette saison-là. En revanche, il accumule 16 erreurs pour une moyenne défensive de ,955 ; c'est seulement là pire moyenne pour un joueur de troisième but titulaire cette saison-là en Ligue américaine.

### Saison 2009

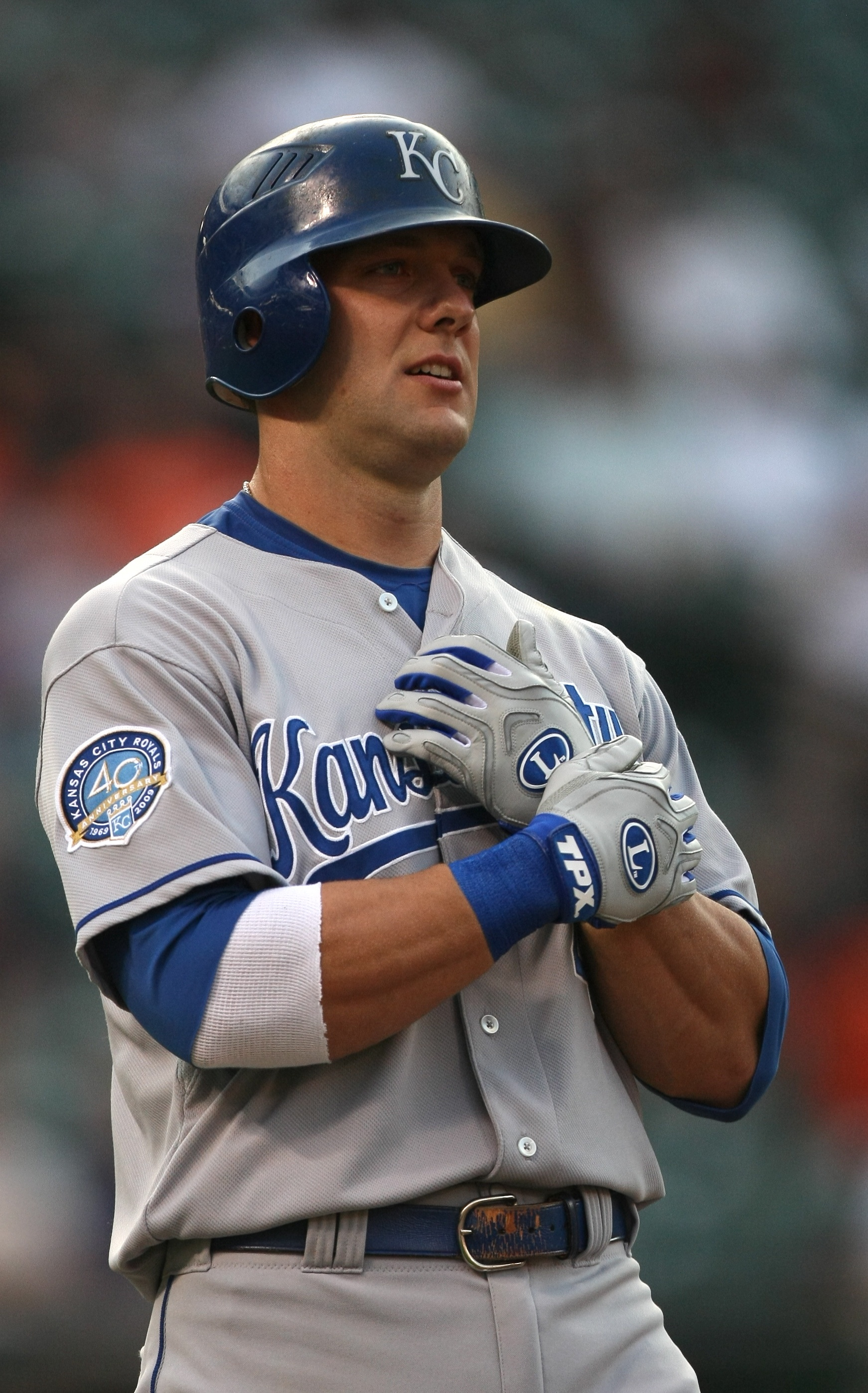
Alex Gordon en 2009.

La saison 2009 débute mal pour Gordon qui doit se faire opérer de la hanche droite le 17 avril. Il retrouve les terrains de la Ligue majeure le 17 juillet.
Gordon réussit un vol du marbre le 2 août face aux Rays de Tampa Bay. C'est le premier vol de marbre réussit par un joueur des Royals depuis 2003. Sa fin de saison 2009 est contrastrée avec un nouveau passage par les Ligues mineures et la liste des blessés.

### Saison 2010
Gordon connaît une saison décevante en 2010 avec une moyenne au bâton d'à peine ,215 en 74 parties jouées pour Kansas City.

### Saison 2011

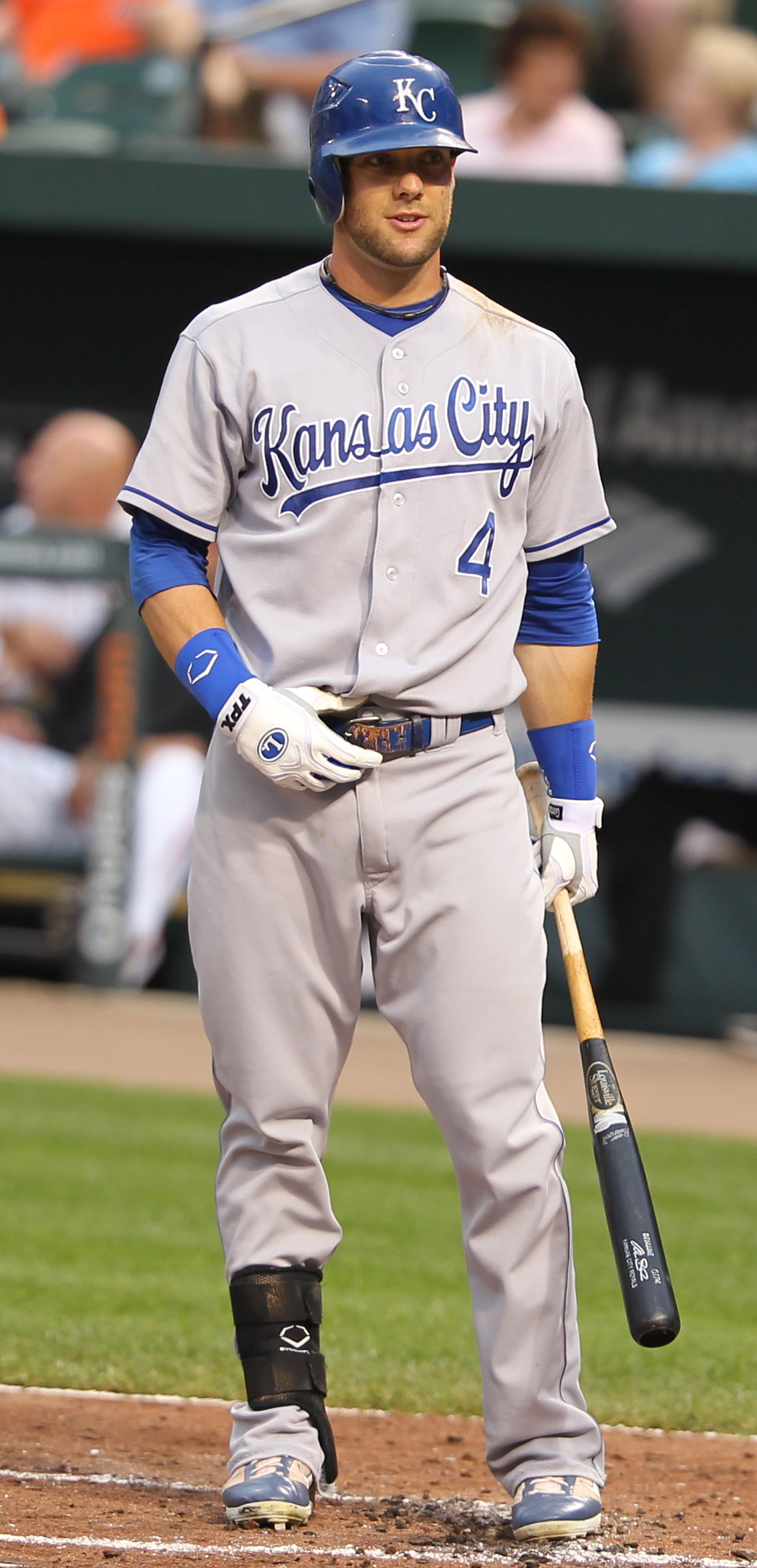
Alex Gordon en 2011.

Alex Gordon s'impose enfin en 2011 alors qu'il joue 151 parties pour les Royals et remporte un Gant doré pour l'excellence de son jeu défensif au troisième coussin. Les succès en offensive sont au rendez-vous avec 23 circuits, 87 points produits et une moyenne au bâton de ,303. Il ajoute aussi 17 vols de buts.
Il apparaît au palmarès des meilleurs frappeurs de la Ligue américaine : il est en 10e place pour sa moyenne au bâton, en 6e pour les doubles (45), en 6e pour les coups sûrs de plus d'un but (72), en 8e pour les coups sûrs (185) et en 10e pour les points marqués (101). Gordon est pour la première fois de sa carrière considérée pour le prix du joueur par excellence de la saison dans l'Américaine, bien qu'il ne prenne que le 21e rang du scrutin.

### Saison 2012
En 161 matchs joués en 2012, Gordon mène tous les frappeurs des majeures avec 51 doubles. Il réussit un sommet en carrière de 189 coups sûrs, bon pour le 6e rang dans la Ligue américaine, ajoute 14 circuits, 10 buts volés, 93 points marqués et produit 72 points. Sa moyenne au bâton se chiffre à ,294. Ses qualités défensives sont récompensées par un premier prix Fielding Bible et un premier Gant doré.

### Saison 2013
En 2013, Gordon voit sa moyenne au bâton baisser légèrement et se chiffrer à ,265 en 156 matchs. Il atteint les 20 circuits en une saison pour la seconde fois de sa carrière, produit 81 points, en marque 90 et vole 11 buts. Sa production de 27 doubles est presque amputée de moitié comparativement à la saison précédente. À la mi-saison, il est pour la première fois invité au match des étoiles et, une fois de plus, ses aptitudes défensives lui valent un prix Fielding Bible et un Gant doré.

### Saison 2014
Il est invité au match des étoiles 2014 mais, blessé, doit renoncer à jouer la partie.

### Saison 2015
Gordon fait partie de l'équipe des Royals championne de la Série mondiale 2015.
Devenu agent libre après la Série mondiale, Gordon signe finalement une nouvelle entente avec Kansas City. Le 6 janvier 2016, il accepte une entente de 72 millions pour 4 saisons, le contrat le plus lucratif de l'histoire des Royals.
Il annonce sa retraite le 27 septembre 2020, à la conclusion de la saison 2020[réf. nécessaire].

## Carte de baseball
Une carte de baseball d'Alex Gordon produite par la compagnie Topps en 2006 est prisée des collectionneurs. La carte est imprimée par Topps prématurément, alors que l'Association des joueurs de la Ligue majeure de baseball interdit que des cartes soient produites pour des athlètes universitaires ou collégiaux n'ayant pas encore d'expérience dans le baseball majeur. La compagnie détruit alors les cartes, mais certaines sont à ce moment déjà sur le marché, leur rareté faisant monter leur prix dans les milliers de dollars.

## Statistiques
| Saison | Équipe      | G    | AB   | R   | H    | 2B  | 3B | HR  | RBI | SB  | BA   |
| ------ | ----------- | ---- | ---- | --- | ---- | --- | -- | --- | --- | --- | ---- |
| 2007   | Kansas City | 151  | 543  | 60  | 134  | 36  | 4  | 15  | 60  | 14  | .247 |
| 2008   | Kansas City | 134  | 493  | 72  | 128  | 35  | 1  | 16  | 59  | 9   | .260 |
| 2009   | Kansas City | 49   | 164  | 28  | 38   | 6   | 0  | 6   | 22  | 5   | .232 |
| 2010   | Kansas City | 74   | 242  | 34  | 52   | 10  | 0  | 8   | 20  | 1   | .215 |
| 2011   | Kansas City | 151  | 611  | 101 | 185  | 45  | 4  | 23  | 87  | 17  | .303 |
| 2012   | Kansas City | 161  | 642  | 93  | 189  | 51  | 5  | 14  | 72  | 10  | .294 |
| 2013   | Kansas City | 156  | 633  | 90  | 168  | 27  | 6  | 20  | 81  | 11  | .265 |
| 2014   | Kansas City | 156  | 563  | 87  | 150  | 34  | 1  | 19  | 74  | 12  | .266 |
| 2015   | Kansas City | 104  | 354  | 40  | 96   | 18  | 0  | 13  | 48  | 2   | .271 |
| 2016   | Kansas City | 128  | 445  | 62  | 98   | 16  | 2  | 17  | 40  | 8   | .220 |
| 2017   | Kansas City | 148  | 476  | 52  | 99   | 20  | 2  | 9   | 45  | 7   | .208 |
| 2018   | Kansas City | 141  | 506  | 56  | 124  | 24  | 0  | 13  | 54  | 12  | .245 |
| Totaux | Totaux      | 1553 | 5672 | 775 | 1461 | 322 | 25 | 173 | 662 | 108 | .258 |

Note : G = Matches joués ; AB = Passages au bâton; R = Points ; H = Coups sûrs ; 2B = Doubles ; 3B = Triples ; 
HR = Coup de circuit ; RBI = Points produits ; SB = Buts volés ; BA = Moyenne au bâton.